# Kate Manne
Kate Alice Manne, född 1983 i Cottles Bridge i Victoria, är en australisk filosof verksam vid Cornell University. Manne är specialiserad inom feministisk filosofi, moralfilosofi och socialfilosofi. Hennes tankar kring sexism och misogyni uppmärksammades i samband med metoo-rörelsen, och hennes två böcker i dessa ämnen har kommit i svensk översättning som Duktig flicka och Allt män har rätt till.

## Biografi
Manne föddes i Australien och växte upp i delstaten Victoria. Hennes far Robert Manne var professor i statsvetenskap vid La Trobe University, och hennes mor Anne Manne, född Robinson, är författare. Hon studerade sina två sista gymnasieår på en pojkskola, där hon sa sig ha upplevt en hög grad av sexism och misogyni.
På grundnivå studerade åren 2001–2005 filosofi, logik och datavetenskap vid University of Melbourne, och hon avlade kandidatexamen i filosofi. År 2011 avlade hon filosofie doktorsexamen i filosofi vid MIT efter studier som inleddes fem år tidigare. I sin doktorsavhandling, Not by reasons alone, argumenterade hon för att "den praktiska skälet är inte ett lämpligt huvudbegrepp inom etiken, än mindre enda etiska begrepp vi behöver".
Åren 2011–2013 var hon junior fellow på Harvard University. Därefter har hon innehaft en tjänst som biträdande professor vid Sage School of Philosophy vid Cornell University. Hon utsågs 2019 till en av världens 50 främsta tänkare av Prospect Magazine.

## Filosofiskt arbete
Kate Manne har skrivit artiklar i ämnen som moralfilosofi och metaetik. Dessutom har hon  författat de båda böckerna Down Girl – the Logic of Misogyny och Entitled: How Male Privilege Hurts Women (2017 respektive 2020).

### Duktig flicka – misogynins logik
Hennes första bok, Down Girl – the Logic of Misogyny – analyserar misogyni i samtiden. Den boken kom på svenska 2020 på Fri Tanke med titeln Duktig flicka – misogynins logik (översättning av Isobel Hadley-Kamptz). Boken mottogs positivt med recensioner i The New Yorker, The Guardian, The Nation och i Sverige bland annat av Tone Schunnesson i Aftonbladet. Bokens breddade betydelse av begreppet misogyni inspirerades av ett mycket uppmärksammat tal 2012 av Julia Gillard, dåvarande premiärminister i Australien.
I boken föreslår Manne att sexism och misogyni är separata ting, där det förstnämnda är en ideologi som stödjer patriarkala sociala relationer. Hon säger att sexismen förstärker könsroller, genom att acceptera dem som naturgivna arrangemang. Därmed skulle sexismen fungera som en trosuppfattning.
Enligt Manne handlar misogynin inte nödvändigtvis om manlig fientlighet eller hat, utan mer om den verkställande "rättskipningen" inom patriarkatet. Enligt Manne är misogynin "ett sätt att kontrollera kvinnor, genom att leverera en social kostnad för dem som inte rättar in sig i ledet och skicka varningar till andra". Mannes verklighetsbeskrivning har dock kritiserats för att negligera senare års samhällsutveckling. Den ses som en offercentrerad vy på vad misogyni kan innebära, en syn som tidigare beskrivits av filosofen Claudia Card.
Manne har även myntat begreppet "himpathy". Hon definierar den som "den opassande och oproportionerliga sympatin mäktiga män ofta åtnjuter i samband med sexuella övergrepp, våld i nära relationer, mord och andra uttryck för kvinnohat.

### Allt män har rätt till
2020 utkom hennes andra bok, Entitled: How Male Privilege Hurts Women (Allen Lane/Random House). Den kom 2022 i översättning till svenska som Allt män har rätt till, även denna utgiven på Fri Tanke. 
I boken anser Manne att mäns privilegier runt sex, makt och kunskap har svåra och dödliga konsekvenser för samhället i stort, och framför allt för kvinnor. Boken har rönt både positiv och mer blandad kritik, inklusive kring Mannes hantering av begreppet makt. Kritiken gäller också hennes tolkning av incelrörelsens relativa makt och position för patriarkatets upprätthållande och Mannes möjligen liberala användning av källor. Enligt recensenten för Claremont Review of Books visar hennes exempel på systematisk misogyni inom sjukvården snarare tecken på systematisk misandri. I sin recension för Svenska Dagbladet ansåg Lyra Ekström Lindbäck att Manne koncentrerade sig på alltför extrema exempel.

### Övrigt skrivande
Mannes essäer och artiklar förekommer i publikationer som The New York Times, The Boston Review, Huffington Post, Chronicle of Higher Education och Times Literary Supplement.